# Валковиц, Дэниел
Дэниэл Джей Валковиц (англ. Daniel J. "Danny" Walkowitz, 1942) — американский историк, профессор на факультете истории и факультете социально-культурного анализа в Нью-Йоркском университете, специалист по рабочей и городской истории. В течение 1989-2004 годов курировал Программу по исследованию метрополий в университете и основал в нем Программу из публичной истории.

## Биография
Получил степень бакалавра по английскому языку (1964) и доктора философии по истории (1972) в Рочестерском университете. Преподавал в Ратгерском–Нью-Брансуик до перехода в Нью-йоркский университет в 1978 году. Его жена, Джудит, — профессор британской истории в Университете Джонса Хопкинса.
Во время Перестройки исследовал шахтерские забастовки в Донбассе.
Является членом Американской исторической ассоциации, Организации американских историков, Национального совета по публичной истории, Ассоциации американских исследований..
В рамках публичной истории работал над несколькими документальными и кинопроектами, пытаясь сделать знания о прошлом доступными для широкой аудитории. Был режиссером и сорежиссером фильмов «The Molders of Troy» (1980), «Public History Today» (1990) и «Perestroika From Below» (1991). Также работал консультантом в фильмах «The Wobblies», «The Good Fight» и других.

## Избранные публикации
- Haverty-Stacke, Donna T.; Walkowitz, Daniel J., eds. (2010). Rethinking U.S. Labor History: Essays on the Working-Class Experience, 1756-2009. New York, NY: Continuum International Publishing Group. ISBN 978-1441145758.
- Walkowitz, Daniel J. (2010). City Folk: English Country Dance and the Politics of the Folk in Modern America. New York, NY: New York University Press. ISBN 978-0814794692.
- Knauer, Lisa Maya; Walkowitz, Daniel J., eds. (2009). Contested Histories in Public Space: Memory, Race, and Nation. Durham, NC: Duke University Press. ISBN 978-0822342366.
- Knauer, Lisa Maya; Walkowitz, Daniel J., eds. (2004). Memory and the Impact of Political Transformation in Public Space. Durham, NC: Duke University Press. ISBN 978-0822333647.
- Walkowitz, Daniel J. (1999). Working with Class: Social Workers and the Politics of Middle-Class Identity. Chapel Hill, NC: University of North Carolina Press. ISBN 978-0807847589.
- Siegelbaum, Lewis H.; Walkowitz, Daniel J. (1995). Workers of the Donbass Speak: Survival and Identity in the New Ukraine, 1989-1992. Albany, NY: State University of New York Press. ISBN 978-0791424865.
- Frisch, Michael H.; Walkowitz, Daniel J., eds. (1982). Working-Class America: Essays on Labor, Community, and American Society. Urbana and Chicago, IL: University of Illinois Press. ISBN 978-0252009549.
- Walkowitz, Daniel J. (1978). Worker City, Company Town: Iron and Cotton-Worker Protest in Troy and Cohoes, New York, 1855-84. Urbana and Chicago, IL: University of Illinois Press. ISBN 978-0252006678.
- Stearns, Peter N.; Walkowitz, Daniel J., eds. (1974). Workers in the Industrial Revolution: Recent Studies of Labor in the United States and Europe. Piscataway, NJ: Transaction Publishers. ISBN 978-0878550814.